# De Jonge Samoerai
De jonge samoerai is een boekenreeks geschreven door Chris Bradford. Het is een reeks van negen boeken. Het eerste boek verscheen in het Engels in 2008 en in het Nederlands in 2009. De jonge samoerai wordt onder meer beschreven als Artemis Fowl met zwaarden en Percy Jackson met ninja. Ondertussen zijn de rechten al aan 16 landen verkocht. Ook de film- en televisierechten zijn verkocht aan de Engelse productiemaatschappij Coolabi.

## Boekenreeks
De jonge samoerai bestaat uit tien delen. De eerste negen delen zijn al vertaald naar het Nederlands en men is bezig met het tiende deel: The Way of Fire.
De reeks ziet er als volgt uit:
| Deel | Nederlandse versie          | Engelse versie            | Verschijning NL  | Verschijning VK |
| ---- | --------------------------- | ------------------------- | ---------------- | --------------- |
| 1    | De weg van de krijger       | The Way of the Warrior    | 15 januari 2009  | 7 augustus 2008 |
| 2    | De weg van het zwaard       | The Way of the Sword      | 27 oktober 2009  | -               |
| 3    | De weg van de draak         | The Way of the Dragon     | 16 november 2010 | 4 maart 2010    |
| 4    | De ring van aarde           | The Ring of Earth         | 24 augustus 2013 | 5 augustus 2010 |
| 5    | De ring van water           | The Ring of Water         | 4 september 2014 | 3 maart 2011    |
| 6    | De ring van vuur            | The Ring of Fire          | Mei 2015         | 4 augustus 2011 |
| 7    | De ring van wind            | The Ring of Wind          | Juli 2015        | 1 maart 2012    |
| 8    | De ring van de hemel        | The Ring of Sky           | November 2015    | 2 augustus 2012 |
| 9    | De terugkeer van de krijger | The Return of the Warrior | September 2019   | September 2019  |

## Delen

### De weg van de krijger
Een aantal jaar geleden heeft Portugal een eilandengroep ontdekt en die Japan genoemd. Maar ze houden de positie ervan angstvallig geheim, zodat zij voordeel kunnen halen uit dat vreemde land.
Het is augustus 1611. De 12-jarige Jack Fletcher is samen met zijn vader John aan boord van de Alexandria op weg naar Japan met de “Rutter.” De rutter is het logboek met de geheimen van de tocht, de grootste schat van Jacks vader. Maar wanneer ze in de buurt van het "beloofde land" aankomen, worden ze overvallen door ninja's. Jack ziet hoe ze zijn vader voor zijn ogen vermoorden. Later spoelt hij als enige overlevende van het schip aan land. Daar wordt hij geadopteerd door de legendarische zwaardmeester en samoerai Masamoto Takeshi. Samen met Akiko, diens nicht en Jacks vriendin, en de zoon van Masamoto, Yamato, wordt hij toegelaten op Masamoto's school: Niten Ichi Ryu, oftewel Enige School Van De Twee Hemelrijken. Hier worden ze onderwezen in het samoerai zijn. Jack wil namelijk wraak nemen op de moordenaar van zijn vader, de ninja die hij alleen maar kent als Dokugan Ryu - Drakenoog. Maar de ninja's staan erom bekend dat ze genadeloos én ontzettend goede zwaardvechters zijn...

### De weg van het zwaard
Jack Fletcher is nu een jaar in Japan. Hij wil proberen om mee te doen met de Kring van Drie, waarin de kracht van zijn moed, durf en geest tot het uiterste getest zullen worden.
Hij heeft ook problemen met Kazuki en zijn vrienden, die zichzelf de "Schorpioenbende" gedoopt hebben.
Ook weet hij dat Drakenoog elk moment kan toeslaan, want blijkbaar bezit Jack wat de ninja wil hebben, waar hij een moord voor zou plegen...
Zijn vriendin Akiko gedraagt zich niet zoals zou moeten. Waarom sluipt ze 's nachts de school uit?
Kan Jack de Weg van het Zwaard op tijd geleerd krijgen om te overleven?

### De weg van de draak
Japan is in staat van oorlog. Alle samoerai kiezen nu partij. Jack, als gaijin, is nog degene die het meest moet oppassen. Hij is een van de mensen waar het om draait. Hij en zijn vrienden zijn het die om te overleven de techniek van de Twee Hemelrijken moeten leren. Ook is het Jacks plicht om de rutter van zijn vader terug te krijgen. Maar daarvoor zal hij wel Drakenoog moeten verslaan.
Wie zal de oorlog winnen. Hij, die tegen de gaijin is, of hij die ervoor is?
Zullen Jack en zijn vrienden het verhaal over de oorlog én Drakenoog nadien nog kunnen navertellen, of zullen ze voor eeuwig zwijgen?

### De ring van aarde
Het is zomer 1614. Jack wil naar huis, naar Engeland, naar zijn zusje Jess. Hij is op weg naar Nagasaki - zonder sensei, zonder vrienden - alleen met zijn zwaard en zijn krachten. Maar wanneer hij wordt ontdekt door de samoerai van de Shogun, moet hij vluchten. En zo loopt hij recht in een andere val. Een val die de ninja's hebben opgezet. Ontvoerd door de ninja wordt hij meegevoerd naar hun nederzetting in de bergen. Zal Jack hier ooit uit kunnen ontsnappen - of zal hij zich de gebruiken van zijn aartsvijanden uiteindelijk toch eigen maken?

### De ring van water
Augustus, anno 1614. Jack wordt wakker vol blauwe plekken en bulten in een café zonder iets. Geen eten, drinken, zelfs geen geheugen. Jack besluit op zoek te gaan naar de waarheid. En naar zijn dierbaarste bezittingen - zijn zwaarden, Akiko's zwarte parel, en de rutter. Terugvallend op zijn samoerai- en ninja-training, beseft Jack dat de Ring van Water de weg is om te overleven. Maar met enkel een Ronin (een meesterloze samoerai) aan zijn zijde, wat kan Jack bereiken? Wat kan hij vinden? Wat kan hij verliezen? En wat zal hij moeten opofferen?

### De ring van vuur
Japan, winter in het jaar 1614. Tijdens een hevige sneeuwstorm vindt Jack onderdak in een dorp dat bescherming nodig heeft - broodnodig heeft! Ze worden aangevallen door bandieten die in de bergen wonen. Jack beseft dat hij in gevaar is als hij daar blijft, maar besluit om hen toch maar te helpen. Maar helaas kan Jack niet veel medewerking verwachten - hij is de eerste en ook enige samoerai die zich voor hen inzet. Hij moet andere strijders voor zich winnen om het dorp te helpen. Maar zal dit hem lukken, een gaijin? Als Jack nu maar zijn oude vrienden ter beschikking had...

### De ring van wind
Het voorjaar van 1615 in Japan. Jack, Miyuki en zijn vrienden worden langs alle kanten ingesloten door de samoerai in dienst van de Shogun. Er is maar kans om te ontsnappen: de Setozee. Maar met elke beweging die je maakt, kom je daar oog in oog te staan met afschuwelijke stormen, mensenhaaien en ninjapiraten. Wanneer ze dan ook nog op een schip terechtkomen met een afschrikwekkende bemanning, zijn de problemen compleet. Ze moeten naar het zuiden, verder naar Nagasaki, maar zal dit nog wel lukken? Behalve als Jack zich meester kan maken van de Ring van de Wind, zijn hij en zijn vrienden voorbestemd voor een waterig graf...

### De ring van de hemel
De Shogun heeft bevolen dat elke christelijke én buitenlander die men te pakken krijgt buiten de poorten van een officiële handelshaven meteen gedood wordt. Voor Jack is het einde van de reis eindelijk in zich aan het komen. Maar deze wet kan er wel een stokje voor steken. Nagasaki ligt binnen handbereik, maar de samoerai van de Shogun naderen met elke stap die hij zet - bovendien zit er tussen die samoerai ook Kazuki, die nog een oude rekening te vereffenen heeft met de "gaijin".
Zal Jack de stad nog levend kunnen bereiken? Kan hij de rutter van zijn vader bij zich houden? Vindt hij in Nagasaki nog een schip dat richting Engeland vaart, of zal hij in plaats daarvan op de brandstapel gezet worden? En dan nog iets - wie is toch die mysterieuze Anjin-san? Zal hij zijn Japanse vrienden ooit nog terugzien? En Jess?

### De terugkeer van de krijger
Jack heeft zich een weg door Japan gevochten, ninja's en samoerai's verslagen en de woeste zeeën getrotseerd om rond de wereld te varen. Dit alles met één doel voor zijn ogen: terugkeren naar Londen en herenigd worden met zijn zus Jess. Maar wanneer Jack zijn voet zet op de Engelse bodem, voelt hij zich verder van huis dan ooit tevoren. Zijn zus is verdwenen en de stad wordt geteisterd door een dodelijke plaag. Terwijl een duister schaduw hem nauwlettend in de gaten houdt, begint de tijd te dringen. Jack en zijn vrienden moeten Jess vinden voor het te laat is.

## Personages
- Jack Fletcher: Mannelijk hoofdpersonage. 12 jaar in het eerste deel. Lijkt verliefd te zijn op Akiko. Hij is de eerste Engelsman die voet aan wal zet in Japan, en de eerste die samoerai wordt.
- Akiko: Vrouwelijk hoofdpersonage in de eerste vier boeken. 12 jaar in het eerste deel. Nicht van Masamoto. Mogelijk verliefd op Jack. Zij is de eerste Japanse inwoner met wie Jack kennismaakt.
- Yamato: 12 jaar in het eerste deel. Zoon van Masamoto. Sterft op het einde van het derde deel.
- Masamoto Takeshi: Eigenaar van de Niten Ichi Ryu-school. Vader en oom van respectievelijk Yamato en Akiko. Wordt verbannen in het derde deel.
- Dokugan Ryu: Ook gekend als Drakenoog. Aartsvijand van Jack en ninja. Sterft op het einde van het derde deel.
- Sensei Hosokawa: Sensei van Kenjutsu. Sterft in het derde deel.
- Kazuki: Student op de school. Vijand van Jack. Laatst gezien wanneer hij woedend wegloopt in het derde deel. Komt in deel 5 terug.
- Saburo: Vriend van Jack op school. Hij houdt erg veel van eten.
- Sensei Kyuzo: Sensei van Taijutsu. Haat Jack om persoonlijke redenen.
- Kiku: Student op de school. Beste vriendin van Akiko.
- Takatomi: Daimio van Kyoto. Vader van Emi.
- Sensei Yamada: Sensei van Zen.
- Yori: Student op de school. Vriend van Jack.
- Sensei Yosa: Sensei van Kyujutsu.
- Vader Lucius: Portugees die Jack Japans leert. Sterft in het eerste deel.
- Takuan: Student op de school in het derde deel. Hij wordt vergiftigd.
- Sensei Kano: Sensei van Bojutsu. Bezoekende sensei van een nabije school.
- Emi: Studente op de school. Dochter van Daimio Takatomi. Heeft in het begin van de serie een oogje op Jack.
- Moriko: Studente op de Yagyu Ryu-school. Rivale van Akiko. Sterft in het derde deel. Lid van de Schorpioenbende.
- Raiden, Toru: Studenten op de Yagyu Ryu-school. Neven van Kazuki. Lid van de Schorpioenbende.
- Nobu, Hiroto, Goro: Studenten op de Niten Ichi Ryu-school. Vrienden van Kazuki. Lid van de Schorpioenbende.
- Vader Bobadillo: Portugees die Drakenoog de opdracht geeft de rutter van Jacks vader te stelen. Later door Drakenoog vermoord in het derde deel.
- Hasegawa Satoshi: Keizer van Japan. Pleegt seppuku in het derde deel.
- Sensei Nakamura: Sensei van het schrijven van haiku's. Vermoord in het derde deel.
- Uekiya: Tuinman van het huis van Akiko in Toba.
- Jiro: Jongere broer van Akiko.
- Kamakura: Daimio van Edo. Wordt later Shogun in het derde deel.
- Tenno: Oudste zoon van Masamoto. Vermoord in de proloog van het eerste deel.
- John Fletcher: Vader van Jack. Wordt vermoord vroeg in het eerste deel door Drakenoog.
- Cho, Kai: Vriendinnen van Emi. Kai sterft in het derde deel.
- Miyuki: Vrouwelijke  ninja, 16 jaar oud. In het begin mag ze Jack niet, uiteindelijk verandert dat.
- Hanzo: Broertje van Akiko. Zijn echte naam is Kiyoshi. Op jonge leeftijd wordt hij door Drakenoog ontvoerd en liefdevol opgenomen door de ninja-grootmeester Soke.
- Soke: Ninja-grootmeester. Hij leidt onder andere Miyuki, Jack en Hanzo op tot ninja. Hij leert ze van alles over de vijf ringen.
- Akechi: Daimio Akechi woont op kasteel Maruyama. Hij wil alle ninja's van het Igagebergte uitroeien. Hij sterft aan het eind van het vierde deel.
- Shonin: Dorpshoofd en aanvoerder van de ninja's.
- Tenzen: Ninja, zoon van Shonin. Tenzen en Jack worden vrienden.
- Momochi: Onderaanvoerder van de ninja's. Hij wantrouwt Jack lange tijd maar accepteert Jack aan het eind van het vierde deel.
- Kajiya: Smid uit het ninja-dorp.
- Zenjubo: Ervaren en betrouwbare ninja.
- Shiro: Ninja die Jack en het ninja-dorp verraadt. Hij wordt in het vierde deel omgebracht.
- Gemnan: Folteraar en beul van kasteel Maruyama. Hij heeft veel akelige moorden op zijn geweten. Gemnan krijgt in het vierde deel wat hij verdient.
- ronin: een samoerai zonder meester en (in dit geval) een drank verslaafde